# Jan Nepomuk
Jan Nepomuk (også John Nepomucene og St. John of Nepomuk; tjekkisk: Jan Nepomucký; tysk: Johann von Nepomuk; 1340 – 20. marts 1393) er en helgen fra Böhmen i Tjekkiet. Han døde som offer for sin samvittighed, da han ikke ville røbe sine hemmeligheder som skriftefader, og er – i kraft af måden han døde på – tildelt rollen som skytshelgen mod oversvømmelser.
På Karlsbroen i Prag i (Tjekkiet) er der 30 forskellige barokstatuer, men den mest iøjnefaldende er den store statue af Jan Nepomuk med en glorie af fem stjerner om hovedet. Faktisk kan man finde statuer af Jan Nepomuk flere steder i Prag. Jan Nepomuk var Václav 4.'s dronnings skriftefader. Da Václav troede, at konen var ham utro, torturerede han Jan Nepomuk til døde for at få ham til at bryde sit tavshedsløfte og fortælle, hvad konen havde fortalt i skriftestolen. Da han døde, smed Václav 4. ham i floden Vltava fra Karlsbroen. Det siges, at da han ramte vandet, steg der 5 stjerner til vejrs. Jan Nepomuk er derefter blevet en helgen i Prag, da befolkningen mener, Gud belønnede ham for hans udholdenhed og lydighed over for præsteløftet ved at sende fem stjerner til vejrs.

## Eksterne links
- Wikimedia Commons har flere filer relateret til Jan Nepomuk
- Officiel website for den tjekkiske helgen Jan Nepomuk